# Berthold Hatschek

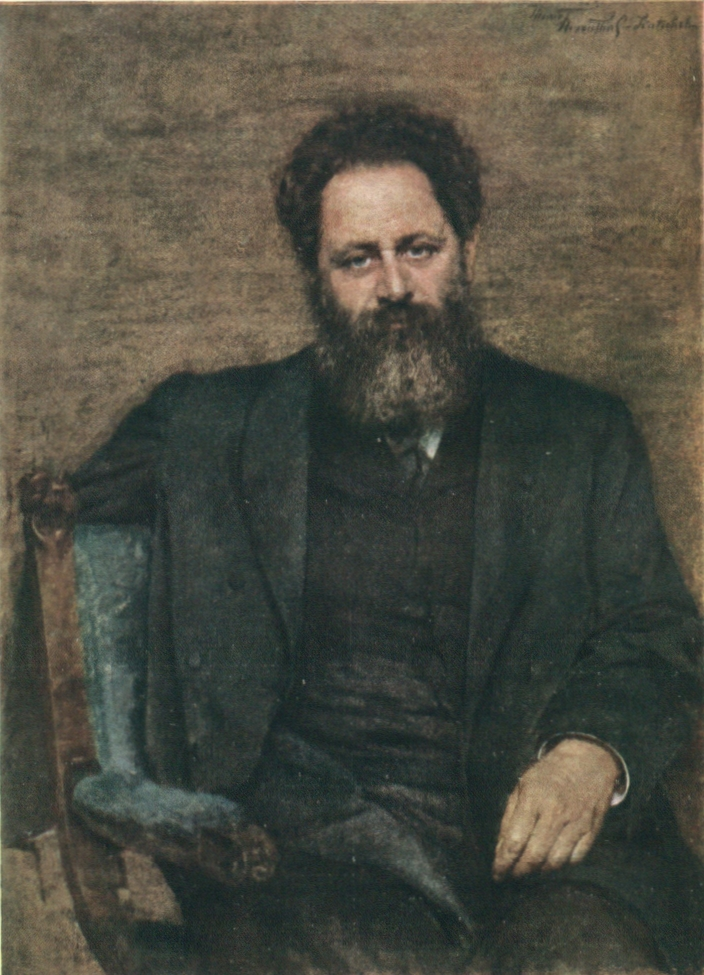
Berthold Hatschek (1910), Gemälde von Marie Rosenthal-Hatschek

Berthold Hatschek (* 3. April 1854 in Kirwein, Mähren, Kaisertum Österreich; † 18. Januar 1941 in Wien) war ein österreichischer Zoologe.

## Leben
Hatschek war Schüler der Zoologen Carl Claus in Wien, Ernst Haeckel in Jena und Rudolf Leuckart in Leipzig. Die Doktorarbeit über Schmetterlinge veröffentlichte er 1877.
Im Jahre 1885 berief ihn die Karls-Universität in Prag auf den Lehrstuhl für Zoologie.
Hatschek gehörte als Zoologe zum wissenschaftlichen Stab der zweiten Expedition der „Pola“ im östlichen Mittelmeer (22. Juli bis 9. September 1891). An der wissenschaftlichen Aufarbeitung der Expeditionsergebnisse beteiligte er sich jedoch nicht. Die „Pola“, ein Schiff der österreichisch-ungarischen Marine, war für die Forschungsfahrten ausgerüstet worden.
Die Universität Wien berief ihn 1896 auf den Lehrstuhl seines ehemaligen Lehrers, Carl Claus. Damit wurde Hatschek auch Leiter des II. Zoologischen Vergleichend-Anatomischen Instituts.
Seit 1898 war er mit der Malerin Marie Rosenthal-Hatschek verheiratet, die 1942 Opfer des Holocaust wurde. Aus der Ehe gingen zwei Töchter hervor, denen die Flucht gelang.
Im Jahr 1901 hatte Hatschek das Haus Lange Gasse 8 in Wien-Josefstadt, gekauft, in dem die Familie seitdem lebte.
Die hohen Erwartungen, die sich mit seiner Person verbanden, konnte der Professor später nicht mehr erfüllen, da er ab 1918 zunehmend unter Depressionen litt. Nach dem Ersten Weltkrieg verstärkte sich die Krankheit, sodass er kaum noch Ergebnisse seiner Arbeiten publizierte, fertige Manuskripte zerstörte.
Nach dem Einmarsch der Nationalsozialisten in Österreich am 12. März 1938 veranlasste das österreichische Unterrichtsministerium am 22. April, Hatschek seines Postens zu entheben. Drei Jahre danach wurde der 86-Jährige aus seiner Wohnung delogiert; er starb zwei Monate später in Wien (18. Januar 1941, beerdigt am 23. Januar 1941, Wiener Zentralfriedhof 1. Tor / Gruppe 19 / Reihe 1 / Grab 104).
Erst sein ehemaliger Student Wilhelm Marinelli widmete dem Verstorbenen einen anerkennenden Nachruf.

## Kreativer Zoologe
Nach dem Studium machte Hatschek durch Arbeiten auf dem Gebiet der Embryologie auf sich aufmerksam. So stellte
er 1878 die Hypothese auf, Weichtiere (Mollusca) und Ringelwürmer (Annelida) seien stammesgeschichtlich eng verwandt, da beide Tiergruppen aus einem ähnlichen Larventyp hervorgehen. Für einen solchen Jugend-Typ prägte er den Namen Trochophora, der sich bis ins 21. Jahrhundert erhalten hat. Auch seine Trochophora-Hypothese selbst hat nicht zuletzt durch molekulargenetische Arbeiten aus den 1990er Jahren zunehmend Unterstützung gefunden.
Im Jahre 1885 auf den Lehrstuhl für Zoologie an der Karls-Universität Prag berufen, beschäftigte er sich zunehmend mit morphologischen Themen und arbeitete über verschiedene Wurmgruppen, Moostierchen, aber auch Chordatiere. Zu letzteren untersuchte er das schädellose Lanzettfischchen der Gattung Branchiostoma, damals noch unter dem Namen Amphioxus bekannt. Nach der Pola-Expedition galt sein Interesse erneut dem  Lanzettfischchen. Gleichzeitig erschien 1892 Hatscheks einzige, großformatige „Wandtafel“. Diese zeigt in zwanzig Einzelbildern die embryonale Entwicklung und die modellhafte Organisation eines Wirbeltierkörpers.
Im Einklang mit prominenten Kollegen wie Karl Ernst von Baer (1792–1876) und Anton Dohrn (1840–1909) hielt er eine Entwicklung der Wirbeltiere aus Ringelwürmern für plausibel. Diese Theorie setzte sich zunächst nicht durch; erst mit Aufkommen der vergleichenden Entwicklungsgenetik (sogenannte Evo-Devo-Forschung) wird sie wieder ernsthaft diskutiert.
In seinem 1888 bis 1891 erschienenen dreibändigen „Lehrbuch der Zoologie“ war er dafür verantwortlich, die Rippenquallen (Ctenophora) von den nur oberflächlich ähnlichen Nesseltieren (Cnidaria) in einem eigenen Tierstamm abzusetzen. Diese Sicht setzte sich im 20. Jahrhundert nur langsam durch, gilt aber seit Beginn des 21. Jahrhunderts als etabliert.

## Ehrungen
- Im Jahr 1886 wurde Hatschek zum Mitglied der Leopoldina gewählt.
- Mitglied der Akademie der Wissenschaften in Wien wurde er 1932, von der ihn 1938 die Nationalsozialisten ausschlossen.

## Schriften
- Das neue zoologische System. Engelmann, Leipzig 1911.
- Das Acromerit des Amphioxus. Engelmann, Leipzig 1906.
- Hypothese der organischen Vererbung. Engelmann, Leipzig 1905.
- Elementarcurs der Zootomie in fünfzehn Vorlesungen. Fischer, Jena 1896.
- The Amphioxus and its development. Swan & Sonnenschein, London 1893. PDF.
- Lehrbuch der Zoologie. Fischer, Jena 1888–91.
- Zur Entwicklung des Kopfes von Polygordius. 1885.
- Ueber Entwicklung von Sipunculus nudus. 1883.
- Studien über Entwicklung des Amphioxus. Hölder, Wien 1881.
- Ueber Entwicklungsgeschichte von Teredo. Hölder, Wien 1880.
- Studien über Entwicklungsgeschichte der Anneliden. Hölder, Wien 1878.
- Beiträge zur Entwicklungsgeschichte der Lepidopteren: Beobachtungen und Reflexionen. Doktorarbeit, Universität Leipzig 1877; Pätz, Naumburg 1877.
- Beiträge zur Entwicklungsgeschichte und Morphologie der Anneliden. In: Sitzb k Akad Wiss mathem-naturw Classe 74, 1876: 443–461. PDF.